# 高鰭豆齒鰻
高鰭豆齒鰻，為輻鰭魚綱鰻鱺目糯鰻亞目蛇鰻科的其中一種，分布於印尼婆羅洲的淡水、半鹹水水域，體長可達75公分，棲息在底層水域，屬肉食性，生活習性不明。

## 擴展閱讀
維基物種上的相關：高鰭豆齒鰻